# کلاین لوکوو
کلاین لوکوو (به آلمانی: Klein Luckow) یک منطقهٔ مسکونی در آلمان است که در یاتسنیک واقع شده‌است. کلاین لوکوو ۲۲۰ نفر جمعیت دارد.